# Stan Kelley
Stanley Robert Kelley (14 tháng 6 năm 1920 - 1993) là một cầu thủ bóng đá người Anh thi đấu ở vị trí hậu vệ trái cho Coventry City.

## Sự nghiệp thi đấu
Kelley từng thi đấu cho Herberts Athletic và Coventry City. Ông thi đấu một trận với tư cách khách mời cho Port Vale trong Thế chiến thứ II trong chiến thắng 1-0 trước Walsall trên sân Old Recreation Ground vào ngày 19 tháng 1 năm 1946.

## Thống kê
Nguồn:
| Câu lạc bộ    | Mùa giải | Hạng đấu        | Giải quốc nội | Giải quốc nội | Cúp FA  | Cúp FA    | Tổng    | Tổng      |
| Câu lạc bộ    | Mùa giải | Hạng đấu        | Số trận       | Bàn thắng     | Số trận | Bàn thắng | Số trận | Bàn thắng |
| ------------- | -------- | --------------- | ------------- | ------------- | ------- | --------- | ------- | --------- |
| Coventry City | 1946-47  | Second Division | 4             | 0             | 0       | 0         | 4       | 0         |